# Cathédrale du Doux-Nom-de-Marie d'Hagåtña
La cathédrale du Doux-Nom-de-Marie (en anglais : Dulce Nombre de Maria Cathedral) est un sanctuaire catholique situé à Hagåtña, la capitale de l'île de Guam. 
Église-mère de l'archidiocèse de Hagåtña, elle est également une basilique mineure depuis le 25 mars 1985.

## Histoire
La cathédrale actuelle trouve son origine dans une première chapelle fondée durant la période coloniale espagnole. Cette dernière voit le jour à l'initiative du père jésuite, le bienheureux Diego Luis de San Vitores, l'un des évangélisateurs de l'île de Guam. Ce modeste oratoire est béni le 2 février 1669. Cependant, décision est prise d'agrandir le sanctuaire dès l'année suivante, ce notamment grâce à l'aide financière de la reine Marie-Anne de Neubourg, laquelle contribue aux travaux à hauteur de 300 pesos. 
Une mission est établie à proximité. Dirigée par les jésuites, elle est confiée aux récollets en 1767 à la suite de l'édit du roi Charles III bannissant les jésuites de toutes les colonies espagnoles.
En 1911 le pape Pie X élève l'île de Guam au rang de vicariat apostolique.
Le 8 décembre 1941, l'île de Guam est victime de sévères bombardements, lesquels conduisent à la destruction d'une partie de l'église. Cette dernière est reconstruite.
Le 14 octobre 1965, le vicariat de Guam est érigé en diocèse. L'église du Doux Nom de Marie est élevée au rang cathédrale du nouveau diocèse. Le premier évêque en est William Baumgartner. 
Le 22 février 1981, le pape Jean-Paul II, en visite sur l'île de Guam, vient se recueillir dans la cathédrale.
La nouvelle cathédrale est un édifice de style assez académique, basé sur un plan en forme de croix latine. Deux chapelles ont été adjointes au bâtiment principal en 1994 (Chapelle du Saint-Sacrement) et 2006 (Chapelle Sainte-Thérèse). Une statue du pape Jean-Paul II orne le parvis du sanctuaire.